# خليج الذئب (مسلسل تلفزيوني)
خليج الذئب (بالإنجليزية: wolf Creek series) هو مسلسل رعب أسترالي عُرض على قناة ستان وهو مُشتق من فيلمي خليج الذئب وخليج الذئب 2 يُعيد جون جارات ، الذي جسّد شخصية ميك تايلور في الفيلمين، تمثيل دوره في المسلسل
يتكون الموسم الأول من وولف كريك من ست حلقات وتم إصداره في 12 مايو 2016 ويتبع إيف، وهي سائحة أمريكية تبلغ من العمر 19 عامًا، والتي يستهدفها القاتل المتسلسل المجنون ميك تايلور، لكنها تنجو من هجومه وتشرع في مهمة انتقام، تم تجديد العرض للموسم الثاني من ست حلقات في فبراير 2017، والذي تم إصداره في 15 [[ديسمبر 2017 تدور القصة حول لقاء تايلور بحافلة مليئة بالسياح الدوليين